# Johnny Manuhutu

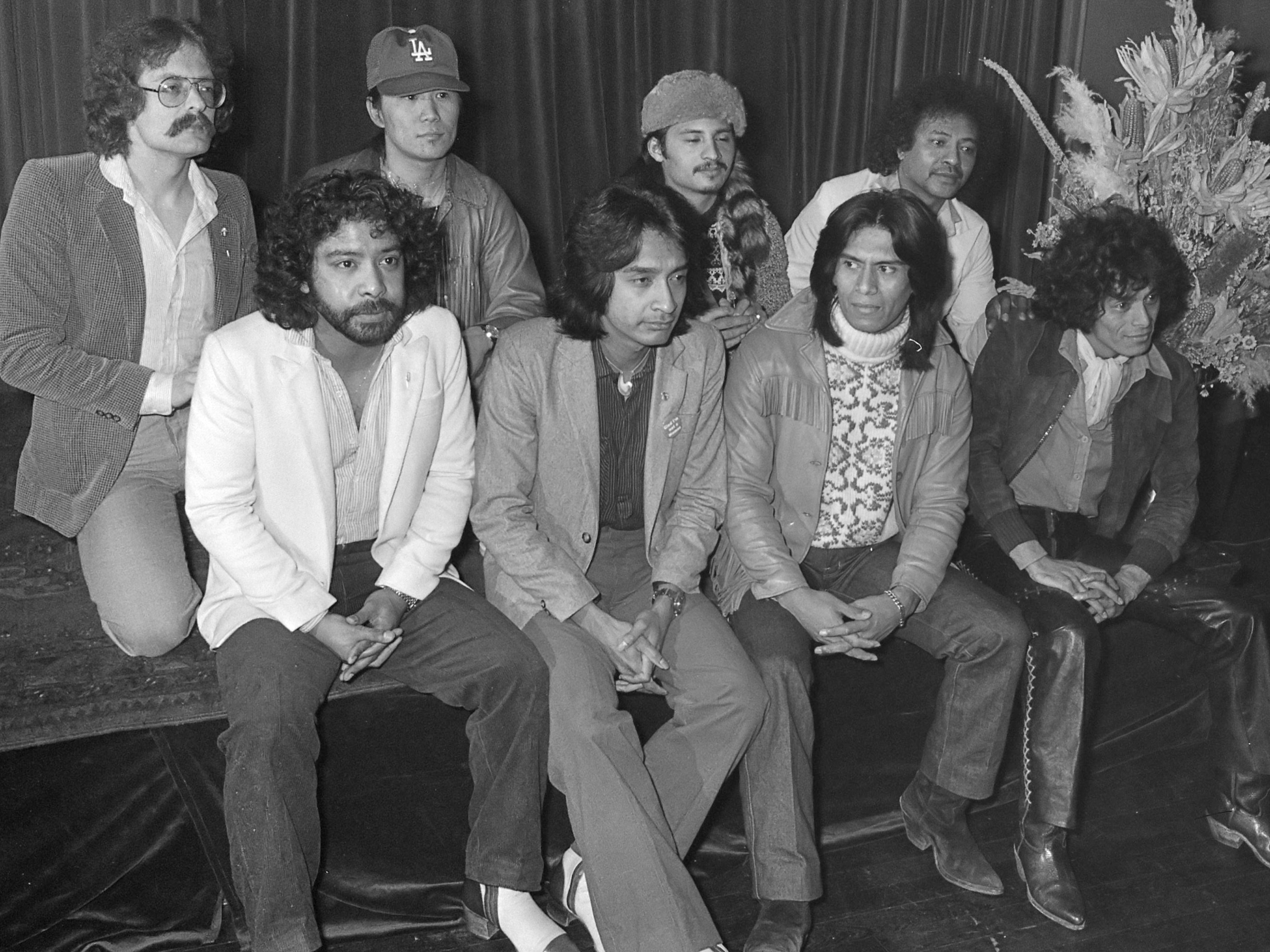
Johnny Manuhutu (tweede rechtsonder) bij de uitreiking van de Zilveren Harpen op 18 maart 1979

Johnny Manuhutu (Cirebon, 10 september 1948), is een Nederlands-Moluks muzikant. Hij is oprichter, componist, zanger, percussionist en enig vast lid van de latin rockband Massada.

## Biografie

### Vroege jaren
Manuhutu kwam in 1951 op anderhalf jarige leeftijd naar Nederland; zijn broers Eppy (drummer) en Jopie (timbalesspeler) zijn ook in Massada terechtgekomen, zij het niet tegelijk. De basis werd in 1963 gelegd met de oprichting van de Eagles die vooral op Molukse evenementen speelden. Manuhutu was in eerste instantie gitarist, maar na de komst van Chris Latul stapte hij over op zang en percussie-instrumenten. Toen de Amerikaanse Eagles hits in Nederland begonnen te scoren werd de groepsnaam in 1973 in Massada (een citadel in Israël) veranderd.

### Oorspronkelijke bestaansperiode van Massada
Met Massada bracht Manuhutu tussen 1978 en 1981 vier studioalbums uit met hits Latin dance, Arumbai en Sajang é. Op het vierde album, Baru, besloot Massada een nieuwe koers te varen omdat de bezetting in de tussentijd was veranderd; meer funk en minder nadruk op percussie en gitaarsolo's. Deze stijlbreuk riep gemengde reacties op; ook binnen de band. Met het succes nam ook het aantal optredens per jaar af omdat de bandleden meer bezig waren met zijprojecten (zie aldaar) en gezinslevens. Manuhutu werd in 1985 vader van een dochter Chelina die later model en dj werd; Massada ging in 1990 op non-actief na het afblazen van plannen voor een nieuwe single.

### Doorstart
In 1995 sloot Manuhutu zich aan bij de Massada Revival Band waarmee hij op zijn eigen bruiloft speelde; daarna volgden er nog een aantal optredens totdat hij besloot om met wat wijzigingen een nieuwe Massada te beginnen. Met deze band staat Manuhutu nog steeds op podia in binnen- en buitenland waaronder Indonesië dat sinds 2006 met regelmaat wordt aangedaan.
In 2023 bracht Manuhutu het boek Astaganaga 50 jaar Massada uit.

### Zijprojecten
- Manuhutu produceerde in 1980 een album met nummers van Molukse amateurmuzikanten.
- In 2011 vormde hij met Trafassiman Edgar Burgos, Oscar Harris, Adolf Tevreden en Soca Boy Van B. King de Tropical All Stars; speciaal voor het goede doel namen ze een cover op van Right Said Fred's I'm Too Sexy.
- Manuhutu is regelmatig te gast bij acts die onder hetzelfde management vallen als Massada. Vanaf 2013 trad hij enige tijd op met Latin Soul Connection; deze coverband vormde hij enerzijds met broer Jopie en Massada-percussionist Nippy Noya, en anderzijds met leden van Asian Connection. Een kort fragment van een concert was te zien in een aflevering van Het Mooiste Meisje van de Klas waarvoor ook Eppy werd geïnterviewd.